# Pokémon Ranger
Pokémon Ranger ist eine Reihe von drei Spin-offs der japanischen Rollenspielserie Pokémon. Die von HAL Laboratory und Creatures Inc. entwickelten Action-Rollenspiele erschien zwischen 2006 und 2010 für Nintendos Handheld-Konsole Nintendo DS. Zentrales Gameplay-Element der Titel ist das Einfangen wilder Pokémon mit dem Touchscreen der Konsole.

## Spiele
| Spiel                                 | Metacritic | Verkaufte Einheiten |
| ------------------------------------- | ---------- | ------------------- |
| Pokémon Ranger                        | 69/100     | 2,7 Mio.            |
| Pokémon Ranger: Finsternis über Almia | 68/100     |                     |
| Pokémon Ranger: Spuren des Lichts     | 68/100     |                     |

### Pokémon Ranger
Pokémon Ranger ist ein 2006 erschienenes Action-Rollenspiel, das in der Welt von Pokémon spielt. Die Erstveröffentlichung fand am 23. März 2006 in Japan als ポケモンレンジャー (Pokemon Renjā) statt. In Nordamerika erschien das Spiel am 30. Oktober 2006 als Pokémon Ranger, in Australien am 7. Dezember 2006 und in Europa am 13. April 2007 unter selbem Titel. Bis März 2008 verkaufte sich das Spiel weltweit 2,7 Millionen Mal.
Der Spieler lebt als Ranger oder Rangerin in der fiktiven Region Fiore und absolviert Missionen, um seinen Rang zu erhöhen. Der Spieler beginnt das Spiel ohne Beruf, man wird jedoch bald zum Ranger ernannt und hat von nun an die Aufgabe wilde Pokémon zu bändigen und danach wieder freizulassen. Insgesamt gibt es in Fiore vier große Städte: Ringstadt, Herbstenau, Sommerlingen und Frostberg. An jede dieser Städte ist ein weiterer, meist größerer Teil angeknüpft: An Ringstadt der Wald, an Herbstenau die Höhle, an Sommerlingen der Dschungel und an Frostberg der Berg (oder auch Tempel) von Fiore. Alle vier Städte sind miteinander verbunden; sei es durch unterirdische Tunnel oder durch Schwimmstrecken. Insgesamt müssen zehn Missionen absolviert werden, um die Haupterzählung abzuschließen. Darauf folgen drei zusätzliche Missionen, deren Abschluss nicht belohnt wird. In vier weiteren Spezialmissionen können Deoxys, Celebi und Mew gefangen werden. Durch einen Code kann man die vierte Mission freischalten, in der man das Manaphy-Ei bekommen kann, welches sich wiederum auf die Editionen Pokémon Diamant und Perl, nicht aber spätere Rollenspiele, übertragen lässt.
Laut Wertungsaggregator Metacritic erhielt Pokémon Ranger „gemischte oder durchschnittliche“ Kritiken der Spielepresse. IGN verglich Pokémon Ranger mit den Spielen der Hauptreihe und dem im selben Zeitraum erschienenen Spin-off Pokémon Mystery Dungeon: Team Rot und Team Blau. Während Ranger weniger vielseitig und ausgeklügelt sei, als die traditionellen Rollenspiele, sei es dennoch interessanter und unterhaltsamer als Mystery Dungeon und wisse die Eigenheiten der Nintendo-DS-Plattform zu nutzen.

### Finsternis über Almia
Die Fortsetzung erschien 2008 mit Pokémon Ranger: Finsternis über Almia (engl. Shadows of Almia) mit einer neuen Region, allen bis dahin erschienenen Pokémon und einer inzwischen eingestellten Nintendo-WiFi-Mehrspielerfunktionalität. Zunächst am 20. März 2008 in Japan veröffentlicht, erschien der zweite Serienteil am 10. November 2008 auch in Nordamerika und Mexiko, am 14. November 2008 in Australien und Neuseeland sowie schließlich am 21. November 2008 in Europa.
Hauptaufgabe der Geschichte ist es, die Pläne von Team Nachtschatten zu verhindern, wozu drei Gemmen benötigt werden. Dort gibt es auch Pokémon der vierten Generation. Anstatt Plusle bzw. Minun zu bekommen, bekommt man im Verlauf des Spiels 17 Stück, wovon man nur einen mitnehmen darf. Die anderen 16 kommen in einer Partner-Farm. Man kann sich per WiFi Missionen herunterladen, in denen man Pokémon finden muss, die man wiederum auf den Editionen Diamant, Perl und Platin übertragen kann.

### Spuren des Lichts
Pokémon Ranger: Spuren des Lichts (engl. Guardian Signs) erschien als dritter Serienteil am 6. März 2010 in Japan, am 4. Oktober 2010 in Nordamerika und Mexiko sowie am 5. November 2010 in Europa.
Spuren des Lichts spielt in der Region Oblivia. Es gibt ein Pichu, das Ukulele spielen kann und daher Ukulelen-Pichu genannt wird. Dieses Pichu begleitet den Protagonisten. Es kann zwischen männlichem und weiblichem Spieler gewählt werden, wobei die nichtgewählte Spielfigur zum Partner wird. Das Schurkenteam nennt sich Pokénapper. Das Timing der Poké-Stärke lässt sich jetzt genauer abpassen und die Poké-Stärke beliebig auf dem Bildschirm einsetzen. Upgrade des FangKoms: Ranger-Symbol. Durch dieses können Formen auf dem Touchscreen gezeichnet werden. Bestimmte Formen rufen an besonderen Orten seltene Pokémon hervor; es gibt Pokémon, die einem beim Vorankommen helfen, und solche, die zu Pokémon-Freunden werden. Die Raubkatzen-Pokémon Raikou, Entei und Suicune kommen im Spiel vor. Mit Entei kann der Spieler Felsen zerstören, die den Weg blockieren, mit Raikou kann man über Klippen, Flüsse usw. springen und mit Suicune wird es möglich, über Wasser zu laufen. Es ist auch möglich, durch einen Schrei einer der Katzen an bestimmten Orten Pokémon zu fangen, die sich z. B. in Büschen versteckt halten. Es gibt einen Mehrspielermodus mit bis zu vier Spielern. Das Ganze findet in der Vergangenheit statt. Zwischen dem Teakholzbusch und Kokonuba wird der Protagonist einem Celebi begegnen, welches den Helden in die Vergangenheit bringt. Hier können besondere Missionen mit Zeitlimit gemeinsam gemeistert werden. Es ist sogar möglich, gemeinsam und gleichzeitig Fanglinien herzustellen, es sind Synchron- und Kombifang hinzugekommen. Professor Hastings und Moritz werden wieder vorkommen. Zum Beseitigen einiger Ziele sind mehrere Pokémon notwendig.
Einiges wurde übersichtlicher gestaltet: Man kann nun bei der Zielbeseitigung direkt sehen, ob man über die benötigten Pokémon verfügt und auf der Karte des oberen Bildschirms werden nun Abhänge, an denen man runterspringen kann, besonders gekennzeichnet. Außerdem wird die Fangkom-Leiste außerhalb und innerhalb eines Kampfes verkleinert, wenn man sie nicht braucht. Es gibt Zustände der wilden Pokémon: Aufgebracht und Verschreckt. Die Speicherzeiten wurden weitgehend verkürzt. Man kann nun von Anfang an bis zu sieben Pokémon-Freunde dabeihaben.
Es gibt im Fangkom-Menü den Punkt „Individualis.“, mit dem man den Fangkom im Tausch gegen Ranger-Punkte (RP) nach seinen Wünschen verbessern kann. Pokémon-Freunde werden im Kampf erst freigelassen, wenn sie von einer gegnerischen Attacke getroffen werden; man kann sie theoretisch also unendlich oft einsetzen, ausgenommen bei der Zielbeseitigung. Man kann mehrere Aufträge gleichzeitig annehmen und sie dann nacheinander erledigen. Die Darstellung der Freunde kann mit dem Y-Knopf oder durch Berühren des Protagonisten an- oder ausgeschaltet werden.
Der Flugmodus mit Staraptor und Latios/Latias wurde ausgebaut. Man kann mehrere Minispiele spielen, die im Spiel verstreut sind. Der Fangkom ist mit einem sogenannten Stimmlotssystem, kurz SLS, ausgestattet, welches dem Spieler im Spielverlauf automatisch Tipps gibt. Es gibt keine Rangerränge mehr, da man von Anfang an Top-Ranger ist.